# Гоянське оголення
Гоянське оголення (рум. Aflorimentul Goian) — пам'ятка природи геологічного або палеонтологічного типу в районі Кріуленському районі Молдови. Розташоване поблизу села Гоян, за 0,5 км від перетину шосе M21 Кишинів-Дубесарь через R4 Кишинів-Кріулень (лісова об'їзна дорога Вадул-луй-Воде, ділянка 7B).  Площа становить 1 га, або 0,84 га за деякими пізнішими оцінками. Перебуває у віданні Кишинівського державного лісогосподарського підприємства.

## Опис

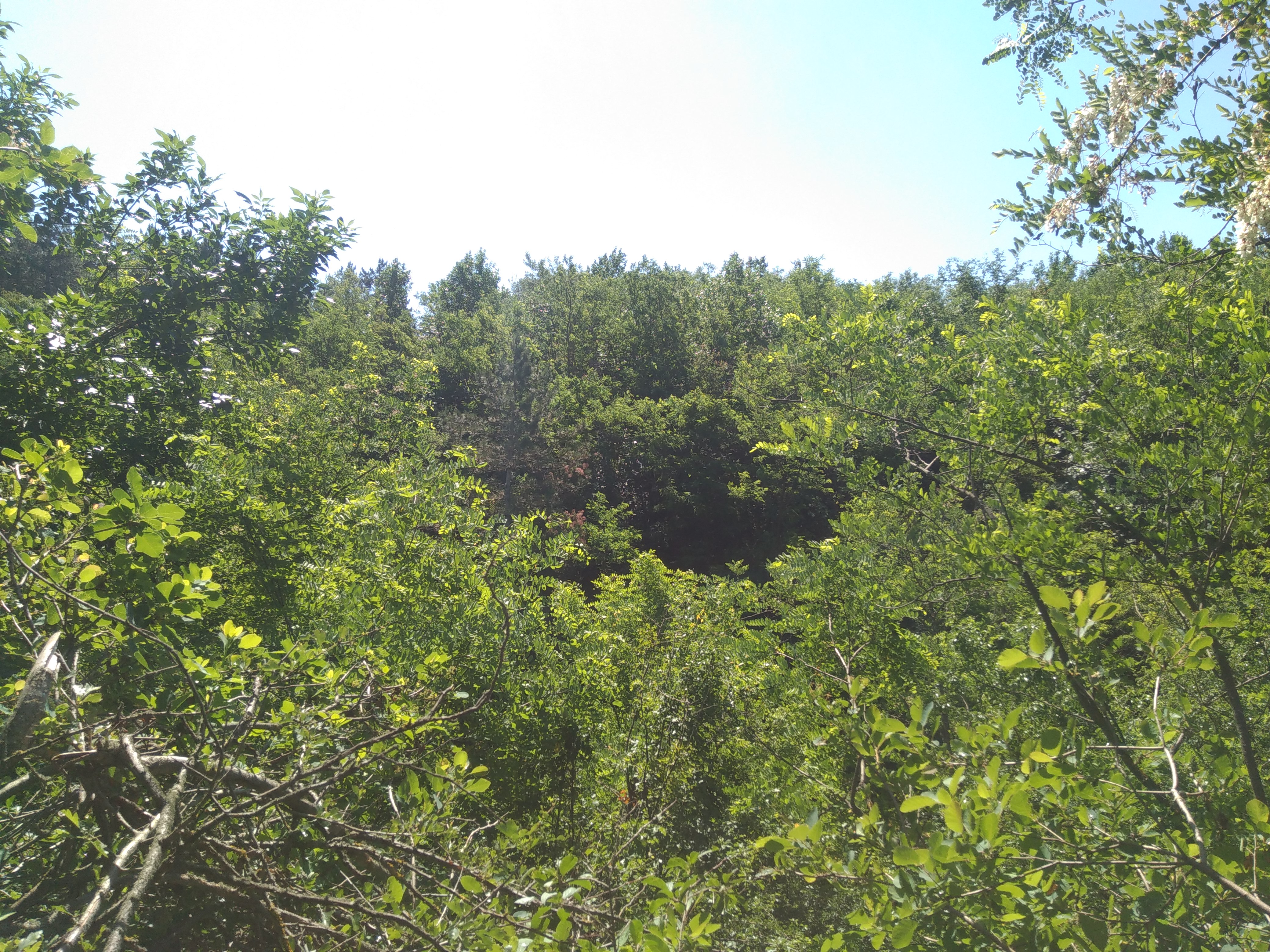
Вид на лісисту місцевість відслонення

Під час будівництва дороги R4 Кишинів-Кріулень на глибині бл. 2 м виявлено скам'янілі скелетні останки міцної тварини. Кістки були підняті на поверхню та вивчені Б. Тарабукіним, співробітником Музею етнографії та природознавства Молдови. Виявлені понад 60 фрагментів кісток належать до двох рідкісних видів дінотерій (Deinotherium giganteum і D. (Prodeinotherium) bavaricum), віднесених до верхнього неогену (12-7 мільйони років тому). Виявлено також кілька фрагментів кісток гіпаріона.

## Охоронний статус

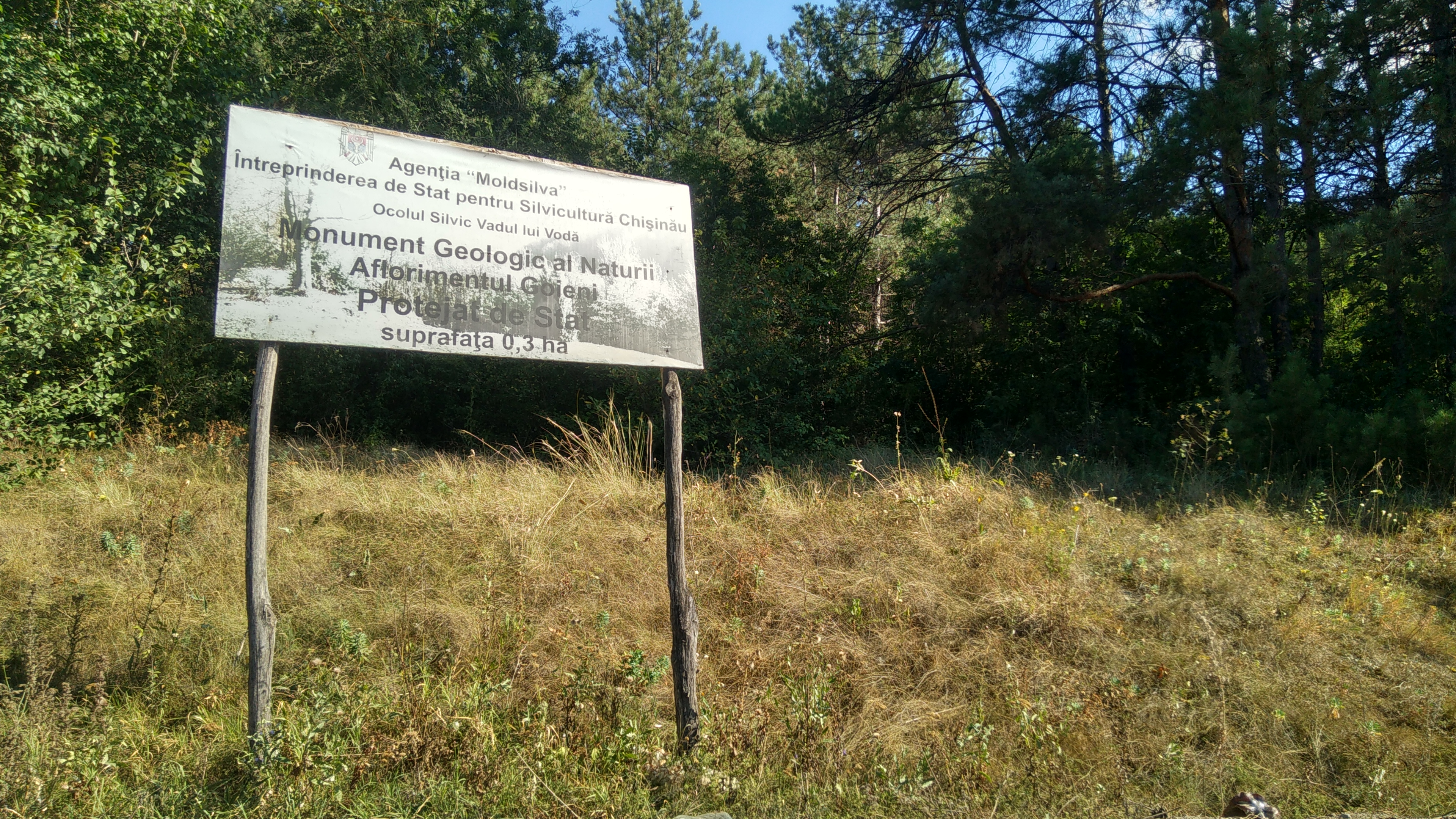
Інформаційна панель біля заповідної території, на краю траси Кишинів-Дубесарь

Об'єкт взято під охорону держави Законом № 1538 від 25 лютого 1998 року про фонд природних територій, що охороняються державою. Землевласником пам’ятки природи на момент публікації Закону 1998 року було Кишинівське державне лісове господарство, яке тим часом реорганізовано в Кишинівське державне лісогосподарське підприємство.
Геологічна пам'ятка представляє значний інтерес для дослідників викопних хоботних з метою встановлення еволюції дінотерію в Європі. Має наукове і пізнавальне значення.
Станом на 2016 році територія заповідної території не була розмежована.